# Jackson Robert Scott
Jackson Robert Scott est un acteur américain, né le 18 septembre 2008 à Phoenix, en Arizona, aux États-Unis.  
Il est connu pour l'interprétation de Georgie Denbrough dans les films Ça (2017) et Ça : Chapitre 2 (2019) et pour le rôle de Bode Locke dans la série originale Netflix, Locke & Key (2020–2022).

## Biographie

### Jeunesse et formation
Jackson Robert Scott naît le 18 septembre 2008 à Phoenix, en Arizona, où il a grandi,. Il est inscrit au programme d'immersion en mandarin de son école, dans lequel il a appris à parler cette langue. Il fait aussi partie des boy-scouts,. 
Il participe du programme d'acteur CGTV, où il a appris plusieurs de ses techniques d'acteur. Dans ce cadre, il a travaillé avec des acteurs de Nickelodeon et de Disney, ainsi qu'avec Adrian R'Mante, le fondateur de CGTV. Sa classe préférée est l'atelier d'improvisation. 
Il a été découvert par une grande agence quelque temps après son passage chez CGTV. Il fait ses débuts en auditionnant et en auto-enregistrement pour des émissions de télévision de premier plan.

### Carrière
Scott obtient son premier rôle en 2015 dans Esprits criminels, une série télévisée américaine. Il est choisi pour le quatrième épisode de la saison 11, intitulé Similitudes suspectes, dans le rôle de Cole Vasquez. L'épisode est diffusé le 21 octobre 2015. Il joue également un personnage dans l'épisode 3 de la troisième saison de Fear the Walking Dead intitulé Lfdmtqnlc (traduction littérale : acronyme de « La fin du monde tel que nous la connaissons »), jouant la version enfant du personnage Troy Otto. 
En 2016, Scott est choisi pour jouer Georgie Denbrough dans l'adaptation cinématographique de 2017 du roman de Stephen King, Ça. Georgie est un personnage que Ça hante au début du film. Scott affirme qu'il ne se sentait ni intimidé ni effrayé par Bill Skarsgård, qui interprète Pennywise, car il explique que Skarsgård est une personne « sympatique dans la vraie vie ». Le 5 septembre 2017, Scott assiste à la première du film au Grauman's Chinese Theatre. Il reprend son rôle de Georgie dans la suite, Ça : Chapitre 2, sortie le 6 septembre 2019. 
Scott est choisi pour le rôle de Troy pour le court métrage Skin (2018), réalisé par Guy Nattiv, qui remporte l'Oscar du meilleur court métrage en prises de vues réelles à la 91e cérémonie des Oscars. 
Continuant dans le genre de l'horreur, il joue le rôle principal de Miles Blume dans le film The Prodigy, réalisé par Nicholas McCarthy, sorti en 2019. C'est son premier rôle principal dans un long métrage. Il y partage la vedette avec Taylor Schilling,. 
Andrés Muschietti avait recruté Scott pour faire partie du pilote de sa série d'une heure Locke & Key sur Hulu en tant que l'un des principaux acteurs avec Frances O'Connor. Il y joue le rôle de Bode Locke, le plus jeune de la fratrie. En mars 2018, Hulu refuse de faire le pilote et veulent pas en faire une série. Cependant, en juillet 2018, Netflix reprend la série avec une nouvelle distribution, mais en gardant seulement Jackson de la distribution prévue par Hulu. La première saison est sortie sur Netflix le 7 février 2020. Scott déclare dans une interview sur AZCentral que Bode est son rôle préféré, car il partage beaucoup de caractéristiques du personnage, telles que sa personnalité amusante et son amour du bacon. Les scénaristes de la série ont rencontré Jackson pendant le tournage afin qu'ils puissent intégrer des aspects de sa personnalité réelle dans le personnage de Bode. Scott a déclaré dans la même interview qu'il est devenu proche des autres acteurs de Locke & Key pendant le tournage. 
En 2018, Scott rejoint la distribution du film indépendant Gossamer Folds, réalisé par Lisa Donato, dans le rôle de Tate Millikin. Il y partage l'affiche avec Alexandra Grey et Shane West. Le film est produit par Yeardley Smith. Il est sorti en 2020. 

## Filmographie

### Cinéma
- 2017 : Ça, Georgie Denbrough
- 2018 : Skin, Troy

Oscar du meilleur court métrage en prises de vue réelles
- 2019 : The Prodigy, Miles Blume
- 2019 : Ça : Chapitre 2, Georgie Denbrough
- 2020 : Gossamer Folds, Tate Millikin
- 2020 : En hausse (court-métrage), Luke
- 2023 : Jesus Revolution, Greg Laurie (enfant)

### Télévision
- 2015 : Esprits criminels, Cole Vasquez, épisode : Hors-la-loi
- 2017 : Fear the Walking Dead, Jeune Troy Otto, épisode : Teotwawki
- 2020 - 2022 : Locke and Key, Bode Locke (rôle principal)